# Dorfkirche Schmetzdorf

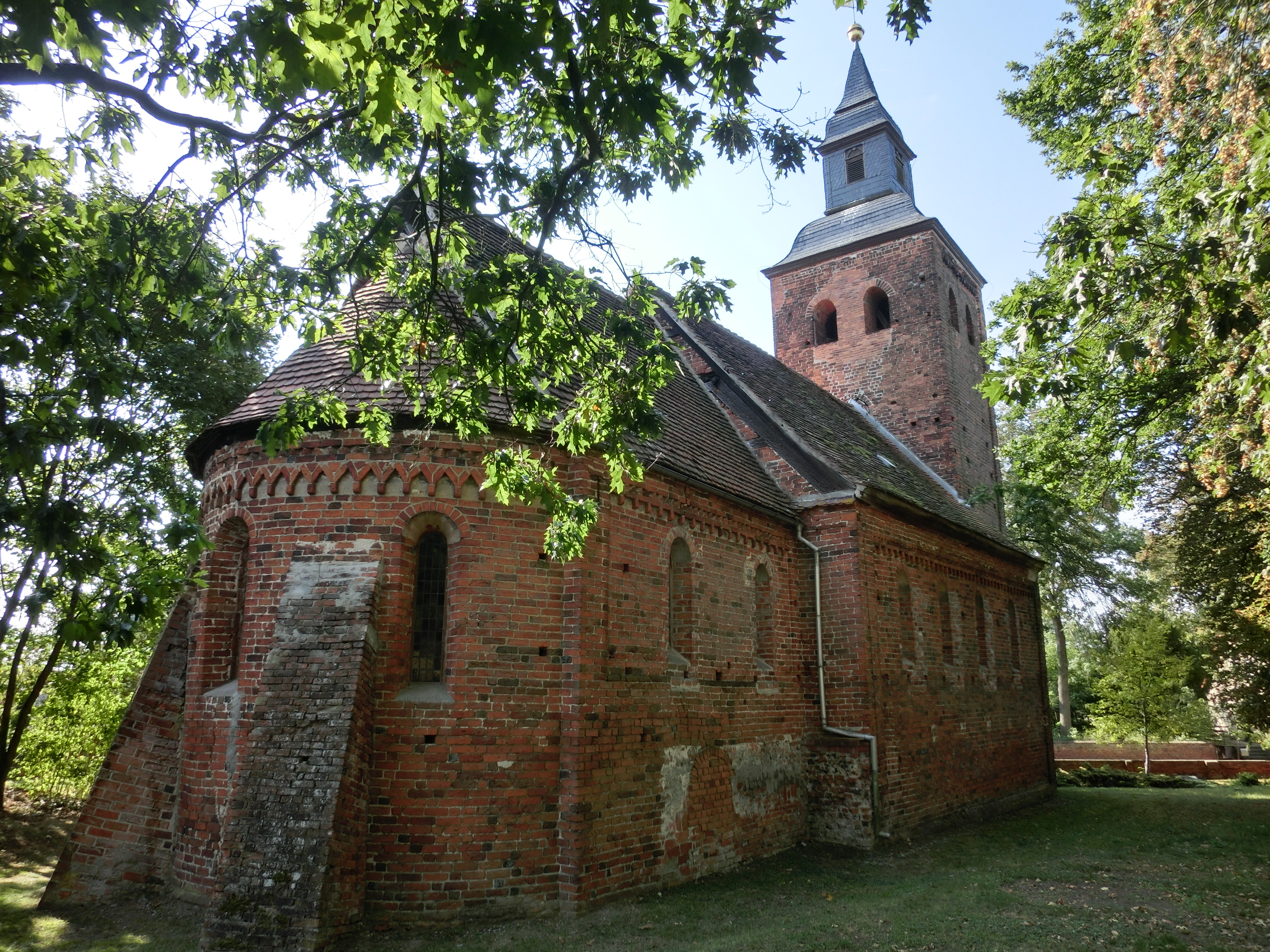
Dorfkirche Schmetzdorf aus nordöstlicher Richtung

Die evangelische Dorfkirche Schmetzdorf ist ein denkmalgeschütztes Kirchengebäude in Schmetzdorf, einem Ortsteil der Gemeinde Milower Land im Landkreis Havelland im Westen des Landes Brandenburg.

## Architektur und Baugeschichte
Die Schmetzdorfer Kirche wurde im 13. Jahrhundert als spätromanischer Backsteinbau mit eingezogenem Westturm, Kirchenschiff, einem Chor mit einer halbkreisförmigen und kaum eingezogenen Apsis errichtet. Das Errichtungsjahr wird auf etwa 1223 geschätzt. Das äußere der Kirche ist durch Ecklisenen gegliedert. An Turm, Schiff und Chor befinden sich Konsolfries mit Zahnschnitt, an der Apsis befindet sich Winkelfries und an den Konsolen wiederum Zahnschnitt.
Die Kirche verfügt über hochsitzende, schmale Fenster am Schiff. An der Apsis befinden sich zwei später eingefügte Stützpfeiler. Am Westturm befindet sich ein gestuftes Rundbogenportal und spitzbogenförmige Schallöffnungen. Die Schweifhaube mit Laterne stammt aus der Zeit des Barock.
An der Westfront befindet sich ein vermauertes Doppelfenster mit rundem Überfangbogen. Turmhalle und Kirchenschiff sind mit einer flachen Holzbalkendecke und der Chor mit Kreuzgratgewölbe ausgestattet. An der Chorinnenwand gibt es eine Sakramentsnische mit einer kerbgeschnitzten, gotischen Tür. Zwischen 1962 und 1964 wurde die Dorfkirche umfassend saniert, dabei wurden die Fenster auf ihre romanische Form zurückgebildet.
Schmetzdorf gehört zur Kirchengemeinde Milow, zu der auch die Kirchen in Bützer, Böhne, Vieritz und Zollchow gehören. Sie gehört dem Kirchenkreis Nauen-Rathenow in der Evangelischen Kirche Berlin-Brandenburg-schlesische Oberlausitz an.

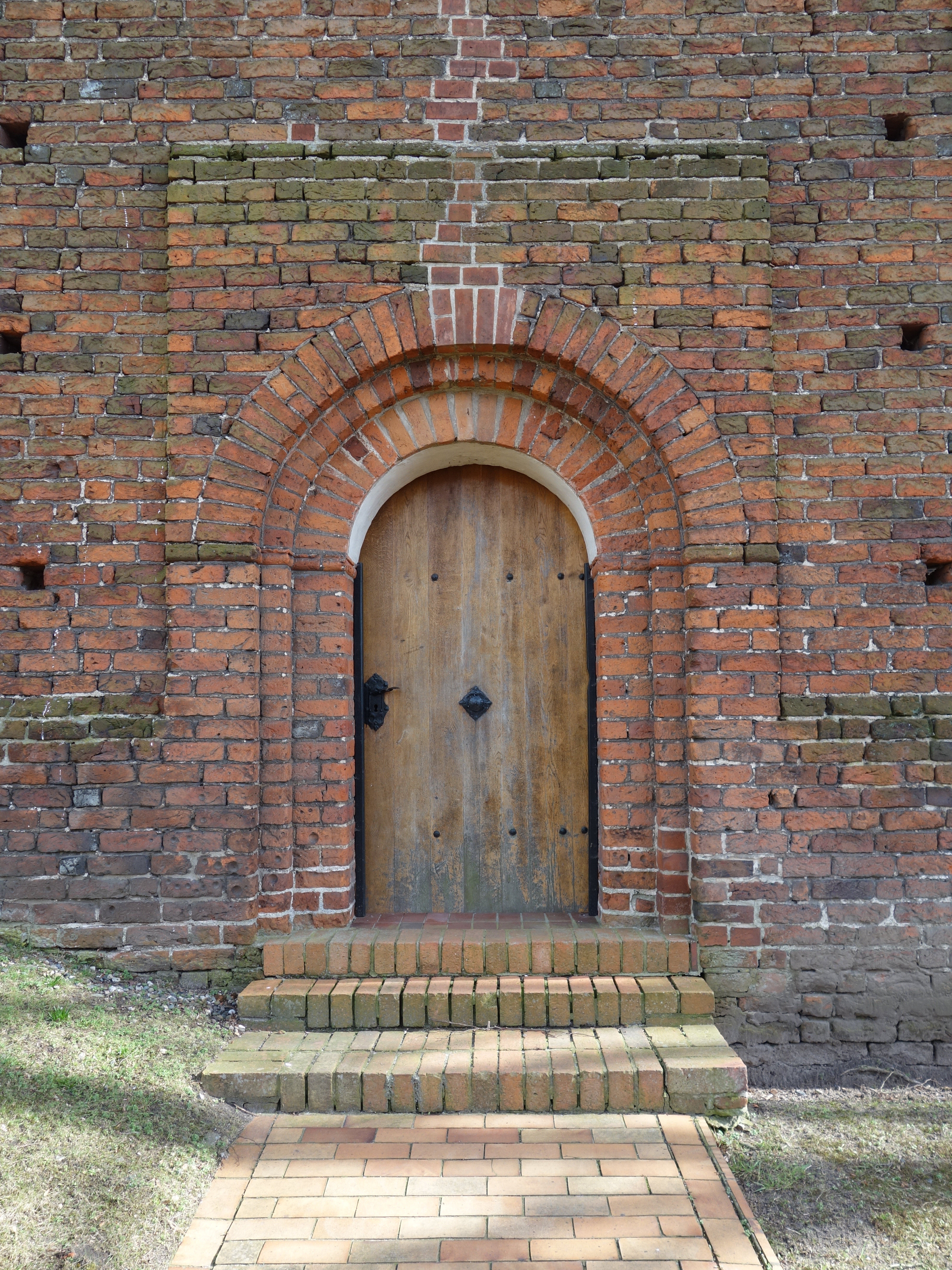
Westliches Eingangsportal
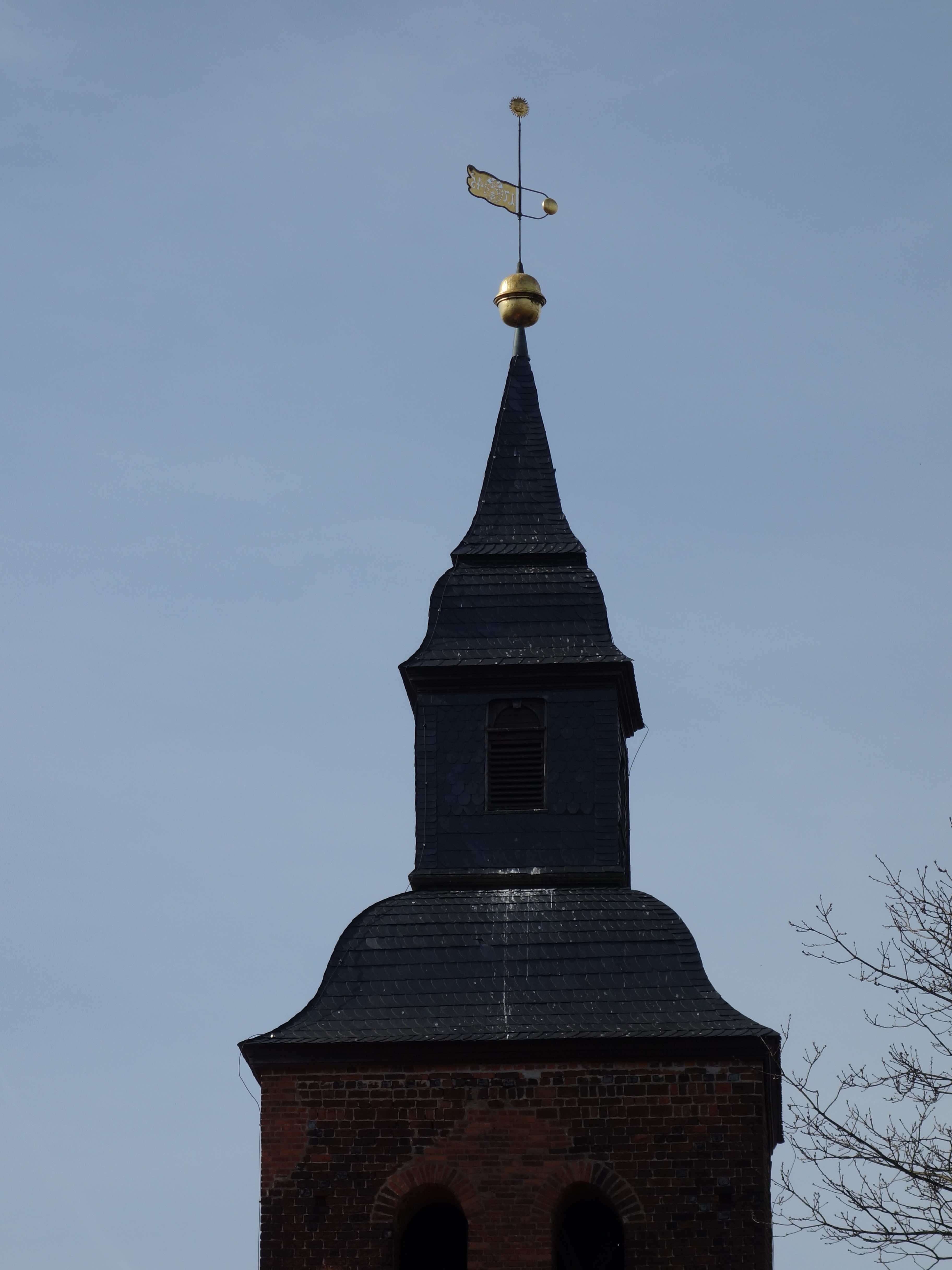
Turmhaube
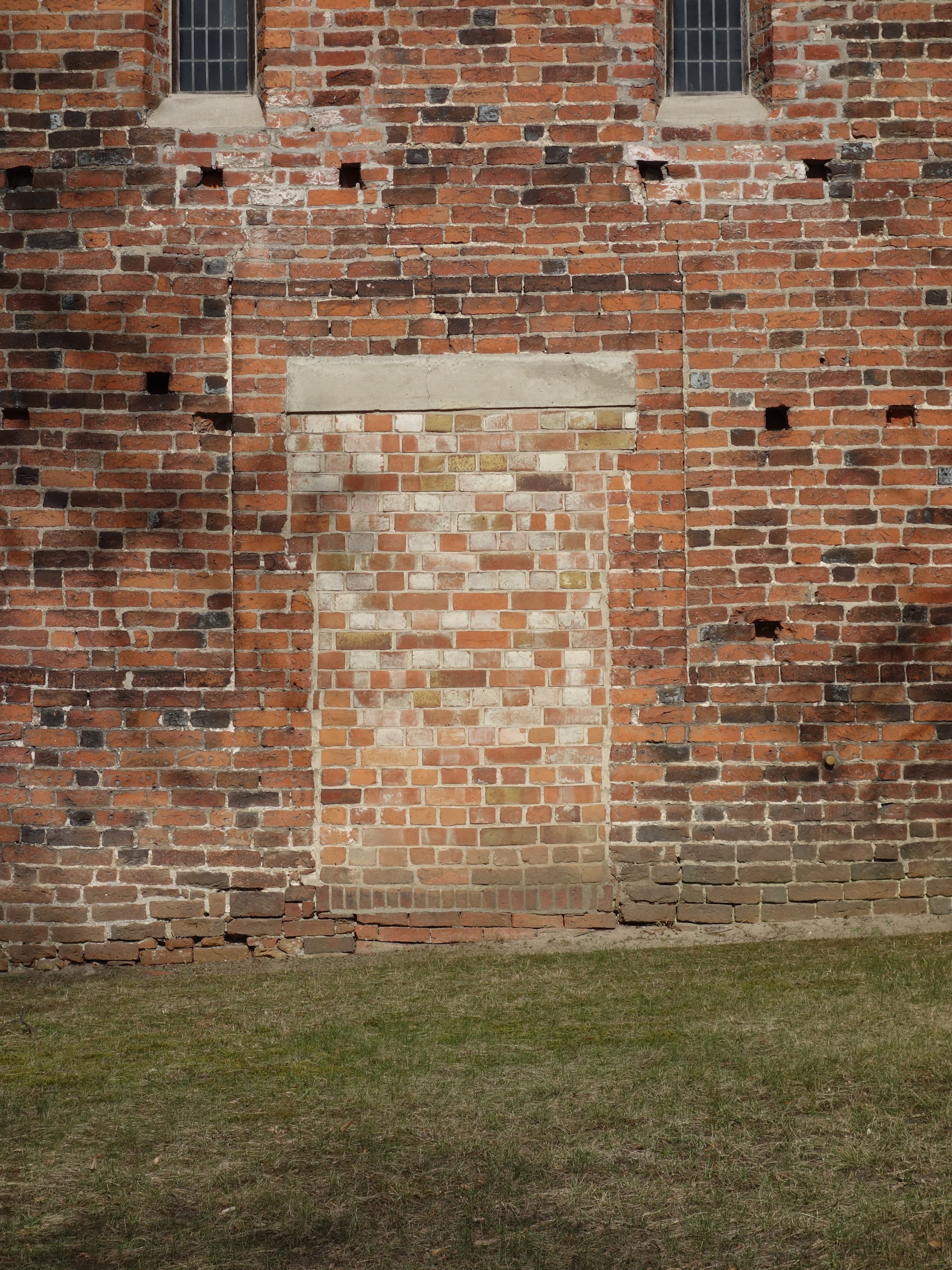
Zugemauertes südliches Eingangsportal
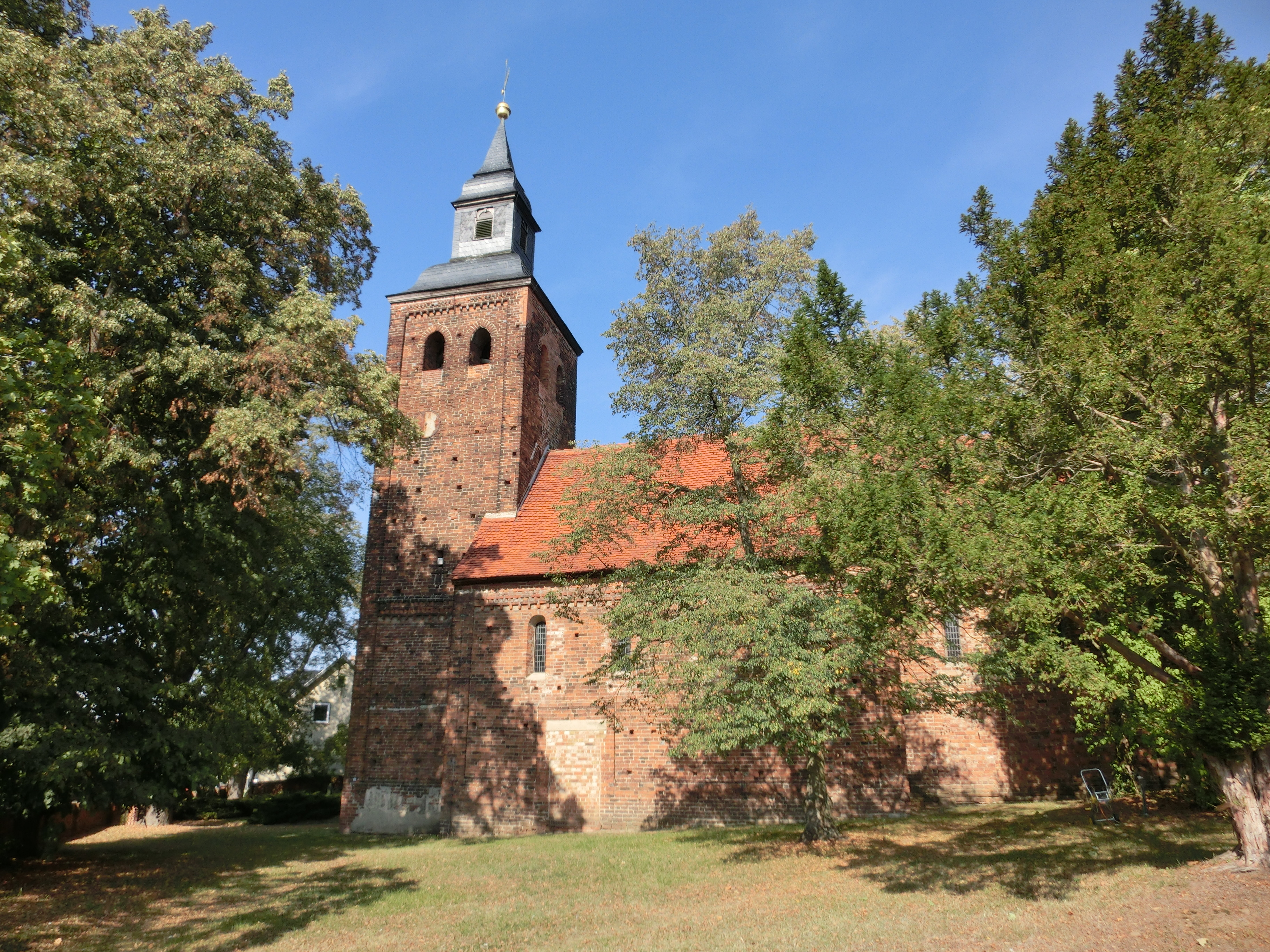
Kirchengebäude von Süden aus

## Ausstattung
Die Kirche verfügt über einen spätgotischen Altar aus dem Jahr 1520. Auf dem Altarblock ist die Kreuzigungsgruppe (Maria, Johannes, Magdalena, der Hauptmann sowie drei klagende Frauen) eingeschnitzt. Das Kruzifix ist jünger als der Altar. Der Kanzelkorb stammt etwa aus dem Jahr 1600 und befindet sich auf einem modernen Steinsockel. Zwischen den Ecksäulchen befinden sich Rundbogenfelder mit Gemälden von Christus und den Evangelisten.
Die Taufe aus Sandstein hat eine oktogonale Kelchform und stammt aus der Zeit der Spätgotik. An der Westempore befinden sich neun Brüstungsgemälde mit Christus, den Aposteln und den Heiligen. An der östlichen Wand des Kirchenschiffs hat die Kirche zwei gotische Altarflügel mit Farbfassungsresten aus der Zeit um das Jahr 1500. Darauf sind in zwei Reihen die zehn Apostel sowie die männlichen und weiblichen Heiligen dargestellt. Auf den Außenseiten befinden sich Temperamalereien von Verkündigung, Gregorsmesse und Marter des Erasmus.
An der südlichen Chorwand befinden sich sechs Einzelfiguren, diese stammen offenbar auch von dem Altarflügel. Etwa aus der gleichen Zeit stammt eine Holzfigur des Gottvaters von einer Marienkrönung. In der Kirche befinden sich zudem die Grabplatten für den Pfarrer Teodoricus de Sobsdorf aus dem Jahr 1299 mit Unzialschrift.
Die Orgel der Dorfkirche Schmetzdorf wurde im Jahr 1848 von August Ferdinand Wäldner gebaut. Das Instrument mit einem klassizistischen Prospekt verfügt über zehn Register auf einem Manual und Pedal. Die Kirchenglocke stammt aus dem Jahr 1923 und wurde von der Glockengießerei Schilling in Apolda gefertigt.

## Gedenken

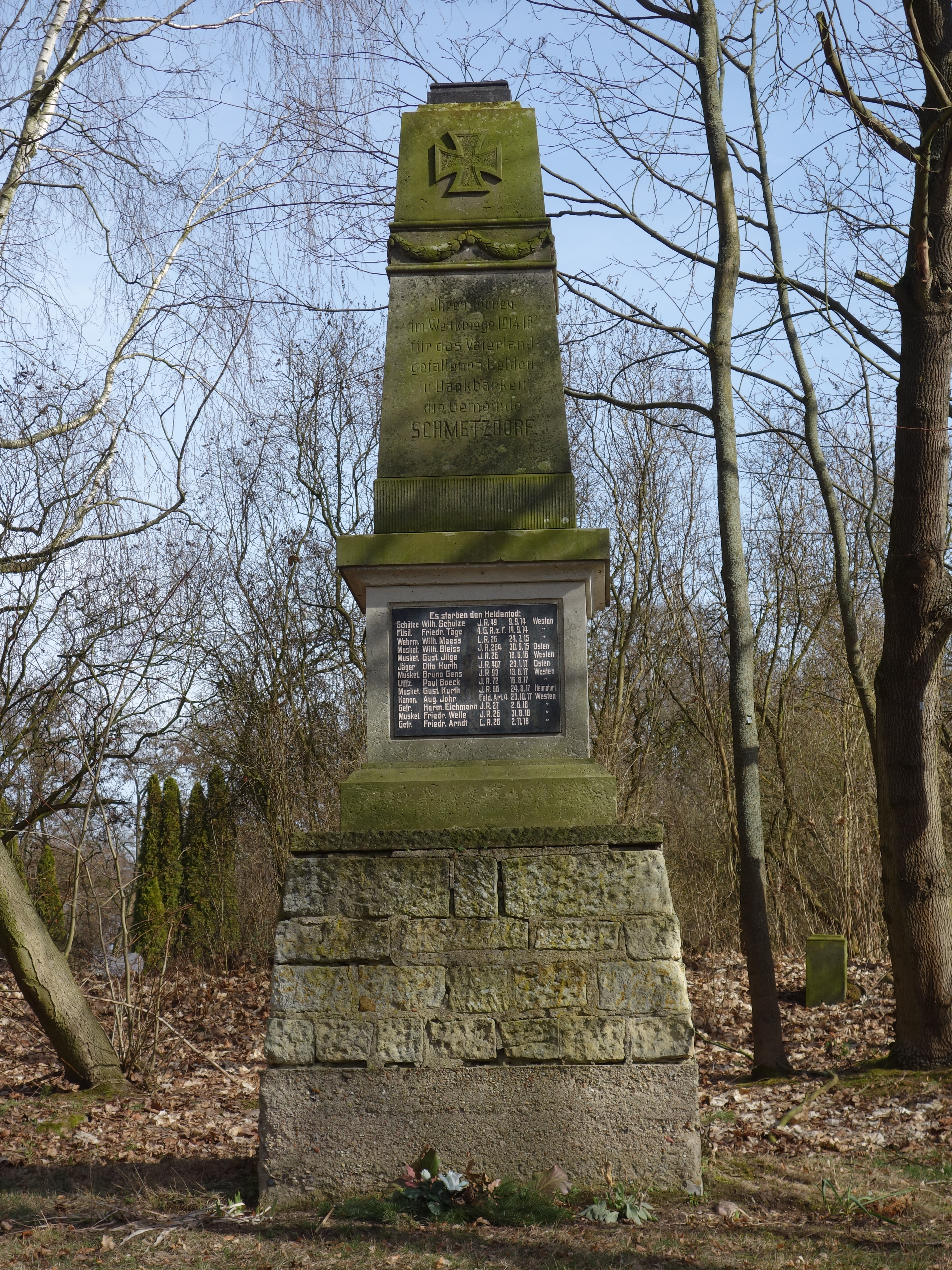
Gefallenendenkmal Schmetzdorf

Auf dem Platz vor der Kirche befindet sich ein Denkmal zu Ehren der im Ersten Weltkrieg gefallenen Bewohner Schmetzdorfs. Dieses ist mit einer Tafel mit eingravierten Namen versehen. Das Denkmal verfügte bis vor einigen Jahren über einen bronzenen Adler als Aufsatz, der jedoch gestohlen wurde. Das Denkmal selbst besteht aus Sandstein, die Inschriften auf dem Sandsteinsockel sind sanierungsbedürftig und kaum lesbar. Die Inschrift auf der Vorderseite lautet:

„Im Weltkriege 1914 – 18 für das Vaterland
 gefallenen Helden Die dankbare Gemeinde
 Schmetzdorf“

Auf der Rückseite des Sockels ist ebenfalls eine Inschrift angebracht:

„Wo ihr auch immer schlummert nach Gottes Rat,
 künftiger Ernte blutiger Saat. Nimmer vergessen im
 deutschen Land. Ruhet in Frieden in Gottes Hand.
 Dort in der Heimat bei Jesu.“

Auf der Tafel sind die Gefallenen mit Namen, Todesdatum, Dienstgrad und militärischer Einheit aufgelistet.